# Sveti Tuotilo
Sv. Tuotilo, tudi Tutilo iz St. Gallena, benediktinski menih in glasbenik irskega porekla, * okrog 850, † okrog 915, St. Gallen (Švica).
Tuotilo je bil stanovski brat in prijatelj sv. Notkerja Balbulusa, erudit in renesančni človek, še preden je bil ta izraz skovan. Bil je zavzet pedagog opatijske šole in dober govornik, sicer pa pesnik, arhitekt, slikar, kipar, mehanik. Nekatera njegova dela krasijo samostane širom Evrope. Bil je tudi skladatelj in glasbenik, ki je obvladoval mnogo instrumentov, vštevši harfo. Neglede na svoje sposobnosti je najraje užival samoto in molitev v samostanu.
Tuotilo goduje 28. marca.